# Hair Love
Hair Love es un cortometraje de animación estadounidense de 2019 escrito y dirigido por Matthew A. Cherry y coproducido con Karen Rupert Toliver. Sigue la historia de un hombre que debe peinar a su hija por primera vez, y presenta a Issa Rae como la voz de la madre. El cortometraje se realizó después de una campaña de Kickstarter de 2017 y también se lanzó como libro para niños en mayo de 2019, con ilustraciones de Vashti Harrison. Hair Love ganó el premio al mejor cortometraje animado en la 92.ª ceremonia de entrega de los Premios Óscar. HBO Max encargó el cortometraje para realizar una serie titulada Young Love en julio de 2020.

## Sinopsis
Zuri, de siete años, intenta peinar su cabello grueso y natural mientras ve un video instructivo narrado por su madre (Issa Rae). Su padre, Stephen, intenta ayudarla y, después de mucho esfuerzo, logra peinarla. Luego, Zuri le muestra a su papá el video de su mamá peinándose, donde él pudo hacer lo mismo. Entran en una habitación de hospital donde su madre lleva un pañuelo y está sentada en una silla de ruedas. Su madre se quita el pañuelo para revelar que su cabeza está completamente calva, resultado de la quimioterapia para el cáncer. Los miembros de la familia se abrazan y regresan a casa juntos. Como se muestra en los créditos, el cabello de la madre comienza a crecer con el tiempo.

## Reparto
- Issa Rae como la madre de Zuri.[5]

## Producción
Cherry declaró que se sintió inspirado para crear Hair Love para contrarrestar los estereotipos sobre los padres negros. Él y Karen Rupert Toliver también declararon que querían aumentar la representación del cabello negro.
En 2017, Cherry creó una campaña de Kickstarter para un cortometraje de animación llamado Hair Love. La película trata sobre un padre afroamericano que intenta peinar el cabello de su pequeña hija Zuri por primera vez. La campaña superó su objetivo inicial de 75 mil dólares y recaudó más de 300 mil dólares. Según Kickstarter, eso supera la cantidad recaudada por cualquier otro proyecto de cortometraje en la plataforma. Cherry codirigió la película con Everett Downing y Bruce W. Smith, con Peter Ramsey y el animador de Pixar Frank Abney como productores ejecutivos. La película fue coproducida con Karen Rupert Toliver, a quien Cherry se acercó en busca de ayuda.
El 20 de marzo de 2019, Sony Pictures Animation anunció que habían elegido Hair Love, que estaba programado para ser estrenado en cines más tarde ese año.

## Lanzamiento
El cortometraje se emitió en los cines junto con The Angry Birds Movie 2 el 14 de agosto de 2019, y se subió a YouTube cuatro meses después, el 5 de diciembre del mismo año. El cortometraje finalmente se adjuntó a emisiones posteriores de Jumanji: The Next Level a partir del 24 de enero de 2020, así como a proyecciones de Mujercitas. La película también se adaptó a un libro para niños, escrito por Cherry e ilustrado por el artista Vashti Harrison, que fue lanzado por Dial Books el 14 de mayo de 2019. El libro figuraba en la lista de libros más vendidos para niños del New York Times.

## Series de televisión
El 7 de julio de 2020, el servicio de transmisión HBO Max ordenó una serie animada de 12 episodios con Cherry y Carl Jones como showrunners, que será producida por Sony Pictures Animation, Blue Key Entertainment y Lion Forge Animation.

## Premios
| Premio             | Fecha de la ceremonia | Categoría                        | Receptor(es)                             | Resultado | Ref.          |
| ------------------ | --------------------- | -------------------------------- | ---------------------------------------- | --------- | ------------- |
| Premios Óscar      | 9 de febrero de 2020  | Mejor cortometraje animado       | Matthew A. Cherry & Karen Rupert Toliver | Ganador   | [ 18 ] [ 19 ] |
| Premios Black Reel | 6 de febrero de 2020  | Mejor cortometraje independiente | Matthew A. Cherry                        | Ganador   | [ 20 ]        |